# Erastroides oliviaria
Erastroides oliviaria är en fjärilsart som beskrevs av George Francis Hampson 1893. Erastroides oliviaria ingår i släktet Erastroides och familjen nattflyn. Inga underarter finns listade i Catalogue of Life.